# Sophie Grégoire

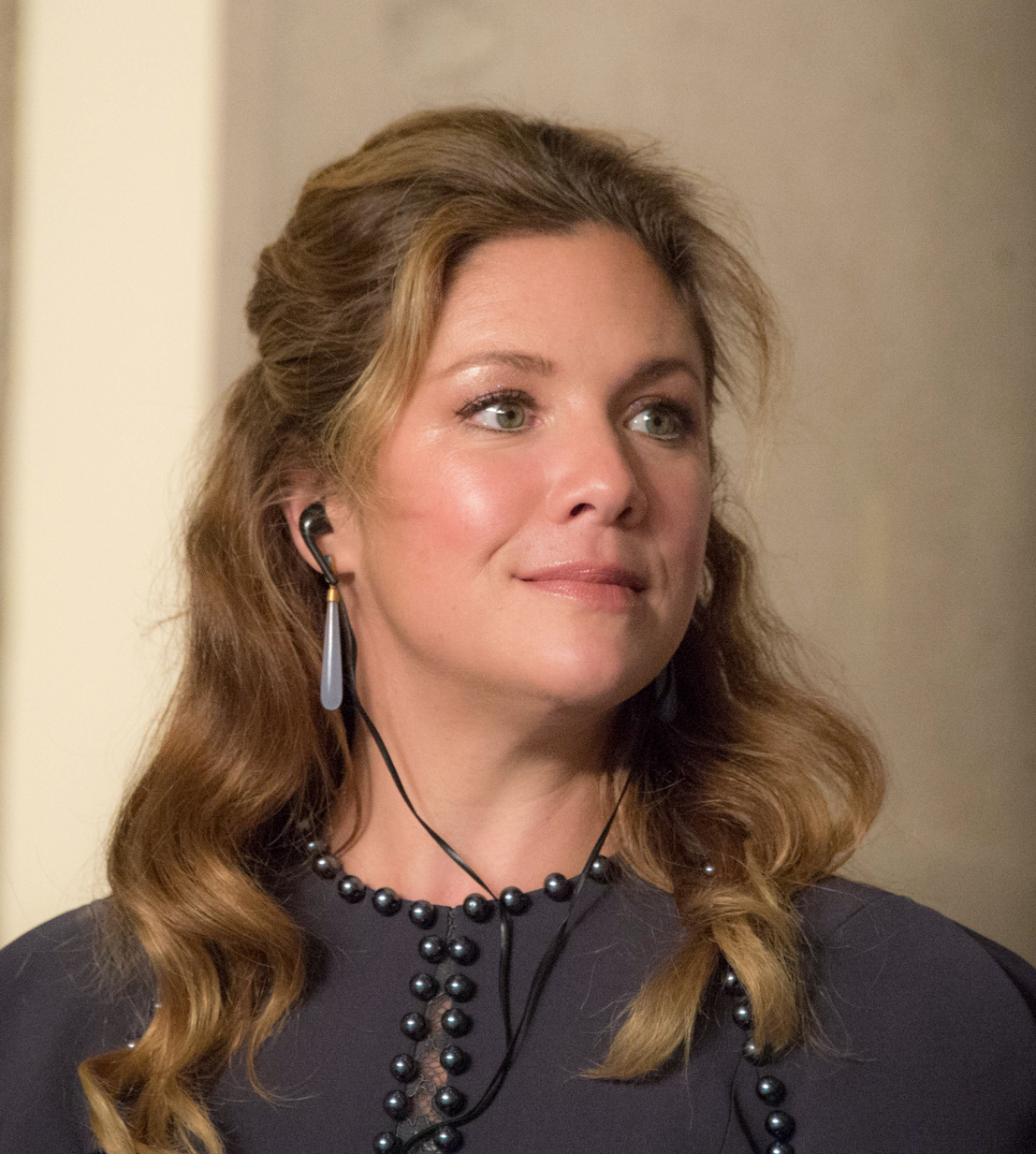
Sophie Grégoire (2017)

Sophie Grégoire Trudeau (* 24. April 1975 in Montreal) ist eine kanadische Fernsehmoderatorin. Sie war von 2005 bis 2023 die Ehefrau des kanadischen Premierministers Justin Trudeau.

## Jugend und Ausbildung
Grégoire wurde am 24. April 1975 in Montreal, Quebec, als einziges Kind des Börsenmaklers Jean Grégoire und der französisch-ontarischen Krankenschwester Estelle Blais geboren. Ihre Familie lebte nördlich der Stadt in Sainte-Adèle und zog schließlich mit vier Jahren nach Montreal. Sie wuchs danach in Mont Royal, einem Vorort von Montreal, auf, wo sie eine Klassenkameradin und Freundin von Michel Trudeau (1975–1998) war, dem jüngsten Sohn von Premierminister Pierre Trudeau und seiner Frau Margaret und Bruder von Grégoires zukünftigem Ehemann Justin Trudeau.
Grégoire besuchte das Gymnasium in Outremont. Anschließend besuchte sie das Collège Jean-de-Brébeuf, bevor sie an der McGill University begann Handel zu studieren, wechselte jedoch bald zum Studienfach der Kommunikationswissenschaften und schloss ihr Studium an der Universität Montreal mit einem Bachelor ab.

## Karriere
In ihrem ersten Job arbeitete sie als Empfangsdame und Assistentin bei einer Werbefirma. Sie wurde zum Account-Manager befördert, aber nach dreijähriger Tätigkeit in den Bereichen Werbung, Öffentlichkeitsarbeit und Vertrieb beschloss sie, eine Radio- und Fernsehschule zu besuchen, wo sie sofort wusste: „Ich hatte meine Berufung gefunden“. Nach Abschluss ihres Studiums bekam Grégoire einen Job in einem Newsroom und schrieb den Nachrichtenticker. Als Liebhaberin von Kultur, Kunst und Filmen bewarb sie sich erfolgreich beim Fernsehsender Le Canal Nouvelles (LCN) in Quebec um eine Stelle als Unterhaltungsreporterin. Außerdem moderierte sie eine Morningshow im Radio. Darüber hinaus arbeitete sie Mitte der 2000er Jahre für das gehobene Kaufhaus Holt Renfrew. Sie engagiert sich für wohltätige Zwecke, insbesondere für Frauen und Kinder. 

## Privates

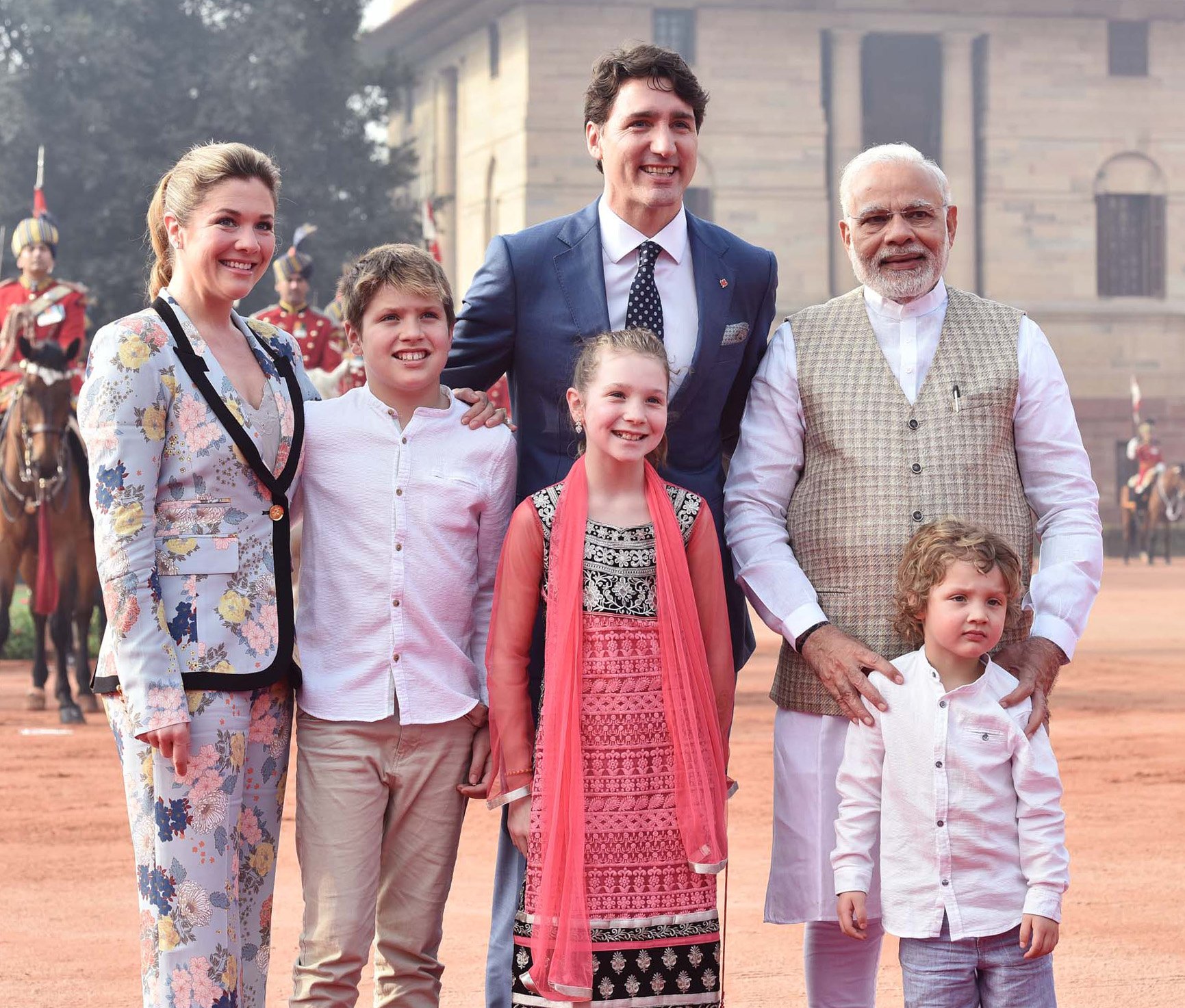
Sophie Grégoire Trudeau mit Justin Trudeau, ihren drei gemeinsamen Kindern und dem indischen Premierminister Narendra Modi

Grégoire lernte Justin Trudeau, den ältesten Sohn des ehemaligen Premierministers Pierre Trudeau, kennen, als beide Kinder in Montreal waren, wo Grégoire eine Klassenkameradin und Freundin des jüngsten Trudeau-Sohnes Michel war. Grégoire und Trudeau trafen sich im Juni 2003 als Erwachsene wieder, als sie beauftragt wurden, gemeinsam einen Wohltätigkeitsball auszurichten, und begannen einige Monate später, sich zu verabreden. Sie verlobten sich im Oktober 2004 und heirateten am 28. Mai 2005 in einer Zeremonie in der Sainte-Madeleine d’Outremont-Kirche in Montreal. Sie haben drei Kinder: Zwei Söhne, geboren 2007 und 2014, und eine Tochter, geboren 2009.
Nachdem ihr Mann 2008 Abgeordneter im Parlament in der kanadischen Hauptstadt Ottawa geworden war, lebte Grégoire weiterhin mit ihren Kindern in ihrem Haus in Montreal, während Trudeau während der Woche in einem Hotel in Ottawa wohnte. Im Juni 2013, zwei Monate nachdem Trudeau Vorsitzender der Liberalen Partei Kanadas geworden war, verkaufte das Ehepaar sein Haus in Montreals Stadtteil Côte-des-Neiges und wohnt seitdem mit den Kindern in einem gemieteten Haus im Rockcliffe Park in Ottawa.
Grégoire spricht fließend Französisch, Englisch und Spanisch.
Im August 2023 wurde die Trennung von Justin Trudeau über soziale Medien öffentlich gemacht.